# MV Liemba

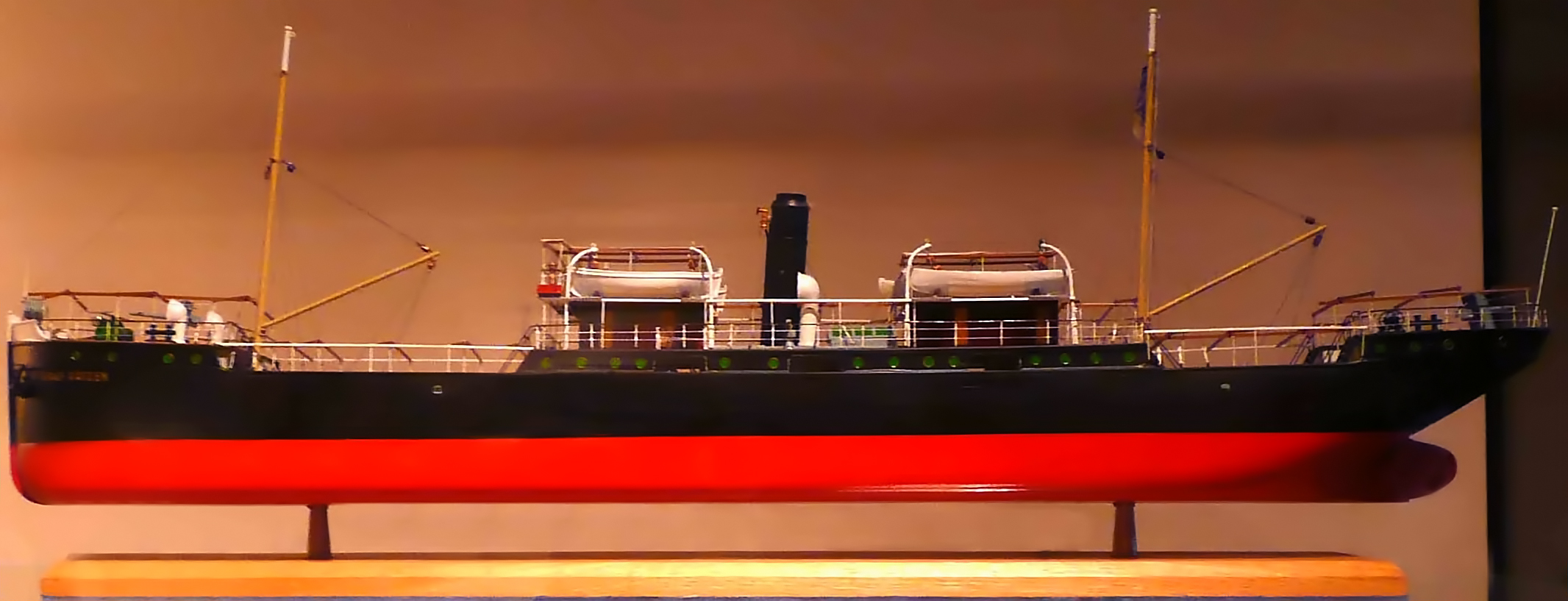
Modell i Hamburg av Graf Goetzen i ursprungligt skick

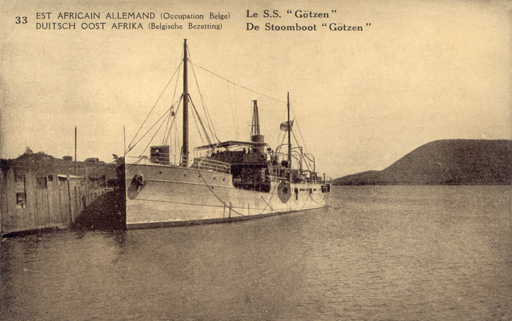
SS Graf Goetzen 1915, före ombyggnad till krigsfartyg

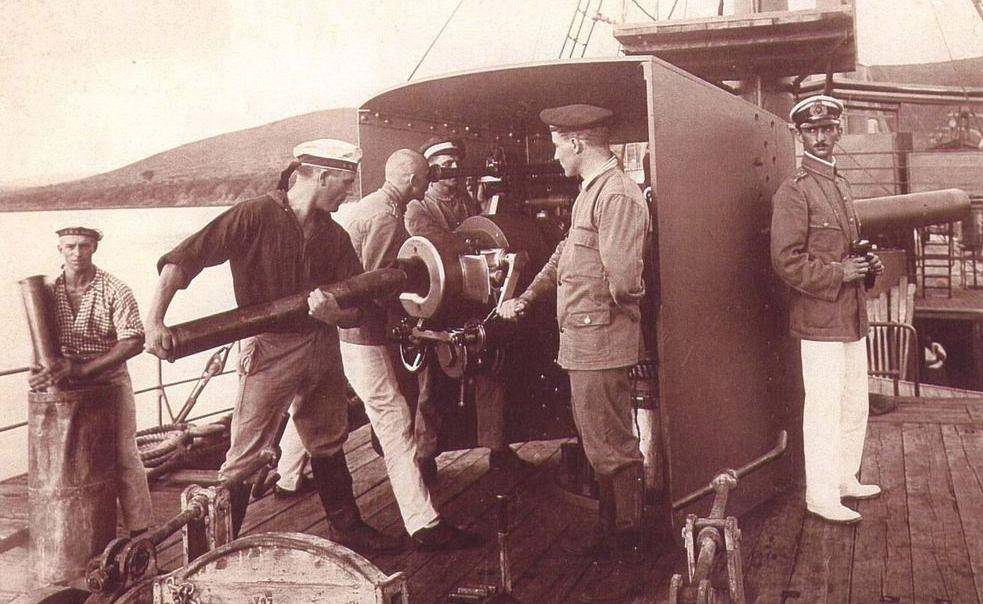
SMS Goetzens 10,5-centimeterskanon

MV Liemba, tidigare SS Graf Goetzen, är ett passagerar- och fraktfartyg på Tanganyikasjön. Hon seglar för Marine Services Company Limited of Tanzania mellan Kigoma i Tanzania och Mpulungu i Zambia.
SS Graf Goetzen byggdes 1913 i Tyskland och var det överlägset största av de fyra fartyg som Tyskland använde för att militärt kontrollera Tanganyikasjön under första delen av första världskriget. Tyskarna lät sänka henne vid sin reträtt från Kigoma 1916. År 1924 bärgades hon, och 1927 var hon åter i tjänst som MV Liemba.

## Byggnation
Meyer-Werft i Papenburg i Tyskland byggde från 1913 på tio månader Graf Goetzen som passagerar- och fraktfartyg för Ostafrikanische Eisenbahngesellschaft. Hon namngavs efter greve Gustav Adolf von Götzen, som var guvernör för Tyska Östafrika 1901–06.
Efter att monterats provisoriskt, togs Graf Goetzen isär och delarna skeppades i 5.000 vattentäta trälådor först med järnväg till Hamburg, sedan ombord på fyra fraktfartyg till Dar es Salaam i Tyska Östafrika, och därefter åter på den smalspåriga järnvägen Mittellandbahn på den då möjligen ofullbordade järnvägen. Den sista biten fram till Kigoma fick möjligen trälådorna bäras, källorna ger inte entydiga besked om denna landtransport. Skeppsbyggnadsmästaren Anton Rüter och två andra anställda från det tyska varvet medföljde frakten. I Kigoma slutmonterades hon under ett års tid med 160.000 nitar och sjösattes den 5 februari 1915. Jungfrufärden gick den 9 juni till dåvarande Bismarckburg, nuvarande Kasanga.
Ursprungligen hade fartyget sju förstaklasskabiner med säng och bäddsoffa och fem andraklasskabiner med dubbelsäng, med första respektive andra klass matsal samt röksalong.
Hon var utrustad med två ångpannor och två trippelexpansionsångmaskiner på 250 ihp. Hon hade också en kolsyre- och kylmaskin i ett isolerat kylrum med en kapacitet på tre kilogram is per timme, samt ljus- och ventilationssystem. Skeppet var tänkt för en besättning på fyra befäl och 64 övriga i besättningen.

## Hjälpkrigsfartyg under första världskriget
Tyskarna konverterade Graf Goetzen till ett hjälpkrigsfartyg, som fick namnet SMS Goetzen. Hon fick en 10,5 cm-kanon från den sänkta lätta kryssaren SMS Königsberg samt en 8,8 cm-kanon, en av två som SMS Königsberg hade fraktat från Tyskland för att användas till att beväpna hjälpkrigsfartyg. Dessutom försågs hon med två 37 mm Hotchkiss revolverande kanoner från SMS Möwe.
SMS Goetzen fick till en början total kontroll över Tanganyikasjön. Hon fraktade gods och personal på sjön och tjänstgjorde som bas för överraskningsattacker på allierade trupper.
Royal Navy lyckades så småningom att transportera de två beväpnade småbåtarna HMS Mimi och HMS Toutou, från Storbritannien via Belgiska Kongo till Tanganyikasjön. Dessa båtar opererade sedan från Albertville på västra sidan av sjön och gjorde en överraskningsattack den 12 december 1915, varvid den tyska kanonbåten SMS Kingani erövrades och fick namnet HMS Fifi. Den samlade brittiska flottenheten sänkte därefter den tyska SMS Hedwig von Wissmann i februari 1916, vilket gjorde att SMS Goetzen tillsammans med det mindre SMS Wami blev enda kvarvarande tyska krigsfartyg på Tanganyikasjön.
Med en förstärkt position vid Lake Tanganyika kunde de allierade rycka fram mot Kigoma till lands, och belgarna kunde bygga en flygbas för fyra sjöflygplan vid Albertville. Från denna bas flygbombades SMS Goetzen i Kigomas hamn den 10 juni med flygplan av typ Short Type 827, med bomber som släpptes för hand från flygplanen. Det är dock oklart om någon skada åstadkoms på SMS Goetzen. I  juli hotades Kigoma av brittiska trupper, varefter staden övergavs av de tyska trupperna och SMS Goetzen sänktes den 16 juli 1916. De tre tyska varvstjänstemän, som stått för monteringen av fartyget 1914–15, genomförde  sänkningen, men såg på eget bevåg till så att en möjlig framtida bärgning skulle underlättas. Ett grunt ställde valdes, och maskineriet bäddades också in i ett tjockt fettlager.

## Bärgning
Johan-Ludwig Wall, en svensk som var i belgisk tjänst, bärgade skeppet i en första omgång 1918. Efter att ha tömt fartyget på material, lagt in flyttankar och lagt ut kablar mellan två pontoner som byggts för ändamålet lyftes fartyget en bit och flyttades i mitten av september till hamnen i KIgoma, där den placerades på 6-7 meters djup. I början av 1920 flyttade en storm fartyget till en ny position på större djup.
År 1921 tog britterna över Kigoma, och i mars 1924 gjordes ett andra och lyckat försök att bärga fartyget. Britterna fann att ångpannorna och ångmaskinerna gick att använda, varför fartyget renoverades. Det kom åter i tjänst den 16 maj 1927 för Tanganyika Railways and Port Service under namnet Liemba, vilket betyder sjö på mambwe-lunguspråket.

## Senare historik
MV Liemba har varit i nästan kontinuerig drift sedan 1927. År 1948 tog East African Railways and Harbours Corporation över driften och knöt den till Tanzanias  Central Line-järnväg mellan Kigoma och Dar es Salaam. Mellan 1976 och 1979 renoverades fartyget, varvid ångmaskinerna ersattes av två Caterpillar dieselmotorer.
År 1993 gjordes ytterligare en översyn av MV Liemba av den danska firman OSK ShipTech A/S, med finansiering av danskt statligt bistånd. I renoveringen ingick delvis nytt däckhus, ny elektronik, renoverade hytter för passagerare och besättning, en hydraulisk kran på fördäck, en ökning av passagerarantalet till 600 genom konvertering av bakre fraktutrymmet till passagerarsalong, samt från 1995 två nya dieselmotorer från MAN på vardera 460 kW. Liemba har därefter tio förstaklasshytter, två VIP-hytter och 18 andraklasshytter.
Liemba seglar varannan vecka från Kigoma till Mpulungu onsdag-fredag, och tillbaka fredag-söndag, en trad på 450 kilometer. På vägen gör hon uppehåll på 16 platser. I Kigoma, Mpulungu och Kasanga finns det kajer, men vid övriga stopp, som vid Lagosa, Karema och Kipili, stannar fartyget ute på sjön 500-1.000 meter från stranden och fraktas gods och passagerare mellan fartyg och strand i små båtar. Fartyget anlöper sedan länge vare sig Bujumbura i Burundi eller Kalemie eller andra ställen i Demokratiska Republiken Kongo.

## Bildgalleri

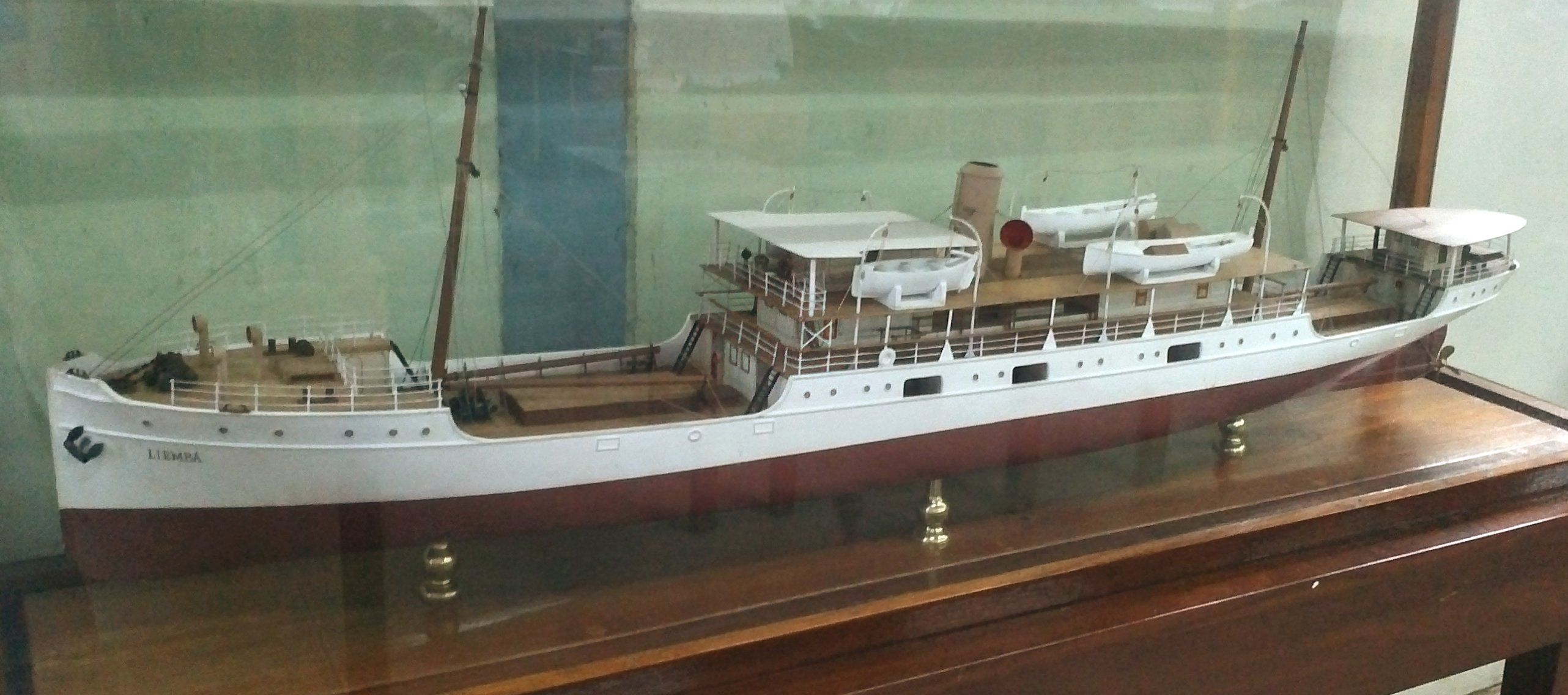
Modell av MV "Liemba" i Railway Museum i Nairobi i Kenya
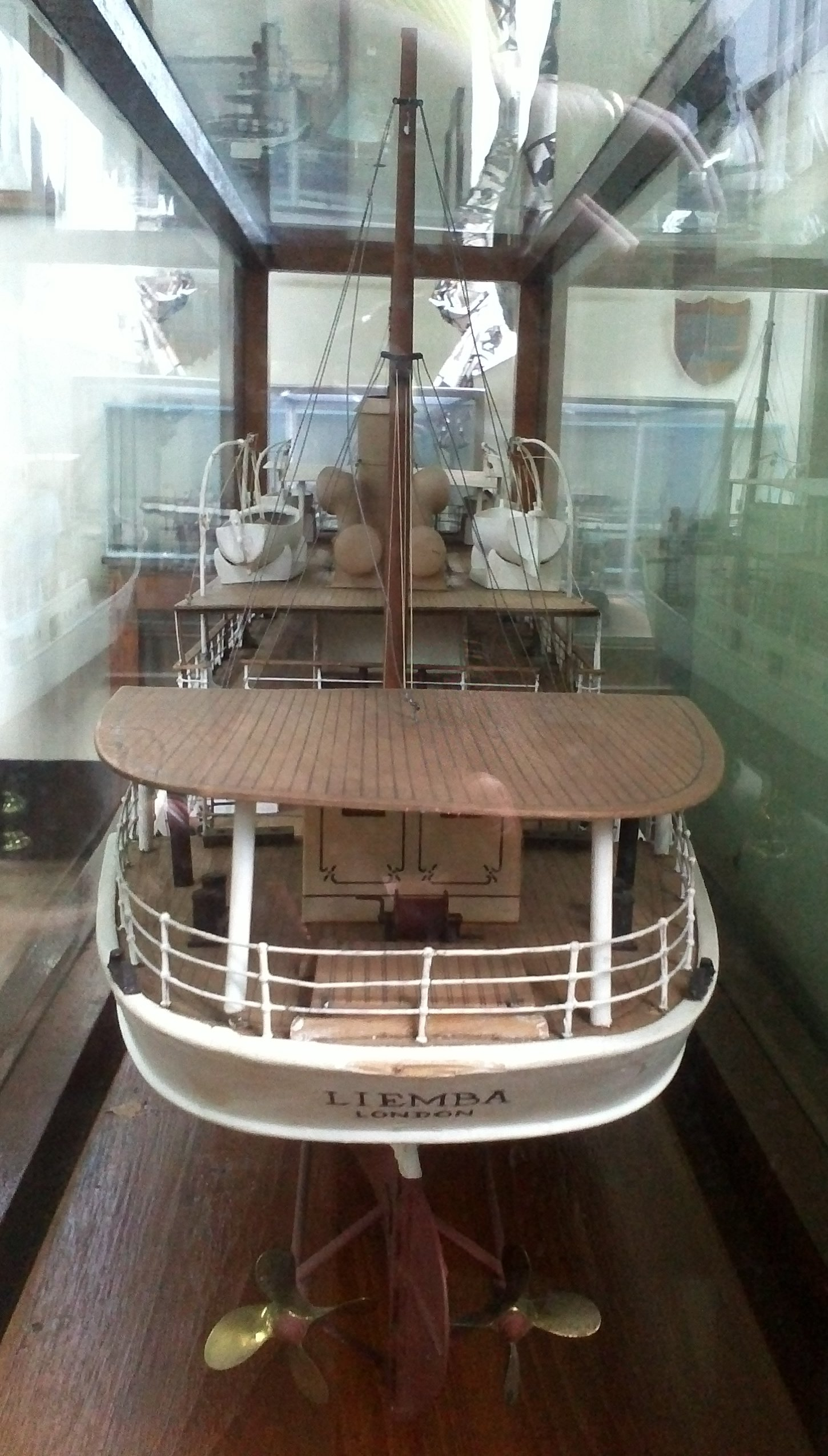
Modell av MV "Liemba", sedd akterifrån